# Онслов, Жорж
Жорж Онслов, Онслоу (фр. George Onslow, 27 июля 1784, Клермон-Ферран — 3 октября 1853, там же) — французский композитор английского происхождения.

## Биография
Происходил из старинного британского аристократического рода (три его представителя были спикерами в Палате общин, дед по отцу получил графский титул, род графов Онслоу до сих пор входит в пэрство Великобритании). Его отец, Эдвард Онслоу, после семейного скандала был вынужден покинуть Англию и поселился в Клермон-Ферране в 1781, а в 1793 году, во время шпионской истерии против «агентов Питта» во время Великой французской революции, как подданный Великобритании попал в тюрьму и был выдворен из Франции. Жорж, старший сын, отправился вместе с отцом в изгнание. В 1798—1806 в Лондоне обучался игре на фортепиано у И. Б. Крамера, Я. В. Дусика, Н. Ж. Хюлльманделя. Приезжал в Германию и Австрию, где совершенствовался в исполнительском искусстве. Однако музыка составляла лишь часть его широкого аристократического воспитания (математика, история, изобразительное искусство и др.). Играл на виолончели в любительском квартете, исполнял сочинения Гайдна, Моцарта, молодого Бетховена.

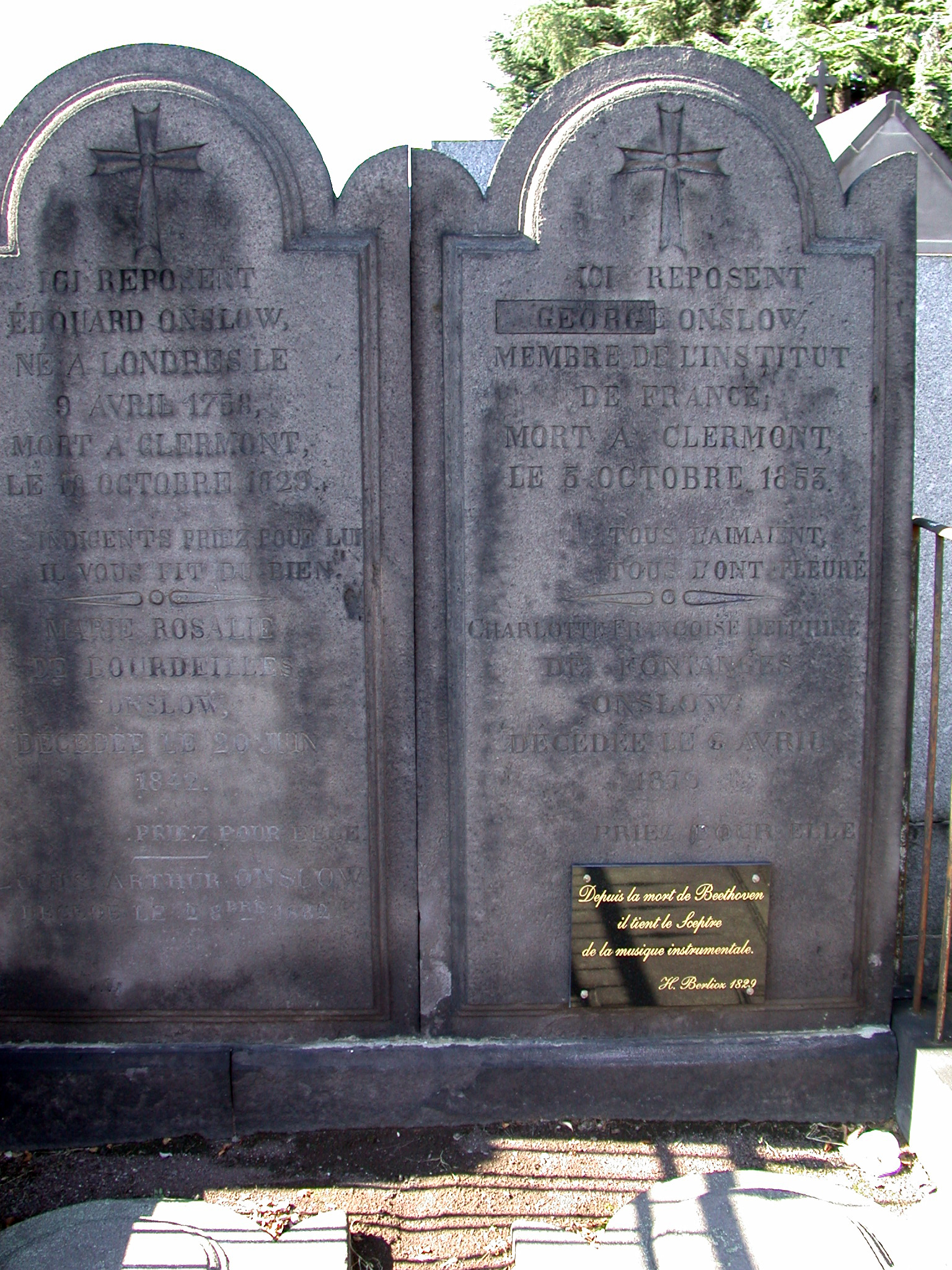
Могила Эдварда и Жоржа Онслова в Клермон-Ферране

Решающее действие в повороте к композиторству произвела на Онслова увертюра к опере Э. Н. Мегюля «Стратоника» (1806). Он начал сочинять, получив одобрение и поддержку Камиля Плейеля и Антонина Рейхи. Быстро приобрел феноменальную известность, особенно в Германии, где получил высокие оценки известных композиторов: Шумана и Мендельсона, Бетховена и Шуберта, был прозван французским Бетховеном. В 1842 году его избрали членом Академии художеств Франции.
С началом XX века музыка Онслова была забыта. Её возрождение началось с 1984 года, когда праздновалось двухсотлетие композитора.

## Творчество
Автор 4 симфоний и 4 опер, 36 струнных квартетов и 34 струнных квинтетов, 10 фортепианных трио и др. сочинений.